# Les Brunels
 Les Brunels  es una población y comuna francesa, en la región de Languedoc-Rosellón, departamento de Aude, en el distrito de Carcasona y cantón de Castelnaudary-Nord.

## Demografía
| 199 | 153 | 137 | 161 | 147 | 162 |
| Para los censos de 1962 a 1999 la población legal corresponde a la población sin duplicidades (Fuente: INSEE [Consultar]) |     |     |     |     |     |